# Кумари
Кума́ри, или Кумари Деви (неп. «девочка») — живое индуистское божество в Непале. Кумари становится девочка, не достигшая половой зрелости, выбираемая из касты Шакья народа неваров. Хотя Кумари и индуистское божество, она почитается по всей стране и индуистами, и буддистами.
В Непале имеется несколько Кумари, но наиболее известна Королевская Кумари, живущая в Катманду. Избрание Королевской Кумари предполагает прохождение особенно строгих ритуалов, после которых она поселяется во дворце Кумари Гхар в центре города. Нынешняя Королевская Кумари, Тришна Шакья, прошла ординацию в сентябре 2017 года.
Кумари — единственная, кто имеет право поставить тилаку (красную точку на лбу при обрядовом посвящении) королю и которой поклоняется король. Происходит это раз в году во время праздника
Кумариджатра. В этот день король прибывает в храм для совершения пуджи (индуистского ритуала), и
богиня Кумари благословляет его тикой, что означает продление его власти на
годичный срок, до праздника в будущем году. После свержения короля и установления республики кумари стала утверждаться правительством.
Считается, что Кумари — телесное воплощение богини Таледжу. Как только наступает первая менструация, богиня покидает тело девочки.

## История
Обычай почитания живой богини Кумари возник достаточно поздно, в XVII веке, хотя ритуалы, связанные с Кумари (пуджи девочек) существовали значительно раньше. В Индии имеются сведения о таких пуджах, относящиеся к периоду более 2600 лет тому назад, а в Непале, скорее всего, этот обряд появился в VI веке. Письменные свидетельства о пуджах (ритуалах) с описанием выбора, украшений и ритуала Кумари относятся к XIII веку.
По одной из легенд, король Джаяпракаш Малла, последний правитель династии Малла, увидел, как красная змея проникла в опочивальню короля, когда он играл с богиней Таледжу. Король обратил внимание на красоту богини, покровительницы королевской династии, и подумал, что она превосходит красоту его жены. Однако богиня прочла его мысли и решила наказать короля. Она постановила, что теперь король сможет её видеть только в облике девочки из низкой касты. После этого король стал искать среди девочек ту, в которую вселился дух богини Таледжу.
До сегодняшнего дня существенным при поиске Кумари является сон матери о красной змее. Раз в году король Непала просит благословения у Кумари во время праздника Индра Джатра.
Эту же легенду рассказывают о другом короле, Гункам Деве, предке Джаяпракаш Малла.
По другой легенде, король Джаяпракаш Малла имел сексуальную связь с неполовозрелой девочкой, в результате чего она умерла. Чувствуя вину и раскаяние, король стал также видеть сны, по которым ему следовало искать снова инкарнации богини Таледжу. Каждый год он должен проводить специальные ритуалы и просить благословения от Кумари.
По третьей легенде, во время правления короля Джаяпракаш Малла девочку выгнали из города, потому что боялись, что в неё вселился дух кровожадной богини Дурги. Королева, узнав про это, заставила короля разыскать девочку и почитать её как инкарнацию богини Дурги.

## Процедура избрания Кумари
Как только богиня Таледжу покидает тело Кумари, начинается процесс поиска её новой инкарнации. В чём-то этот процесс похож на поиск новых воплощений Далай-ламы или Панчен-ламы в Тибете. Приглашаются высшие буддийские монахи — ваджрачарья и астрологи. Король и высшие буддийские монахи информируются о ходе поисков. Кумари ищут в рамках определённой касты ювелиров.
Перед тем, как допустить девочек в возрасте от 3 до 5 лет к конкурсу, жюри должно убедиться, что у них ни разу не выступала на теле кровь, в целостности все зубы, и все они соответствующего происхождения. Проверяется всё — здоровье, тело, голос, внешний вид, гороскоп на совместимость с гороскопами королей.

## Жизнь Королевской Кумари
После тантрических ритуалов очищения Кумари переносят на белых простынях из храма во дворец Кумари Гхар, где она и живёт. Девочка может покидать дворец только в связи с особыми ритуалами и церемониями. Члены семьи могут навещать её редко и по официальному поводу. Она не может работать и посещать школу. Кумари дружит и играет с ограниченным количеством детей из своей касты, принадлежащих, как и она, к народности невари. Она одевается только в красное, завязывает волосы и носит на лбу «огненный глаз» (agni chakchuu) как символ особой духовной силы.
Поселившись во дворце, Кумари освобождается от повседневных забот, но начинает выполнять особую ритуальную роль. Она должна всем своим поведением соответствовать богине, любые её поступки начинают приобретать мистическое значение, а если она приходит в дурное настроение, это рассматривается как неблагоприятное знамение для тех, кто приходит к ней с просьбами.
Пока дух богини пребывает в Кумари, она не имеет права касаться земли за пределами дворца, а при необходимости перемещаться её несут в золотом паланкине. Её ноги, равно как и все её тело, становится священным, и просители, прикасаясь к её ногам, надеются избавиться от своих трудностей и болезней. Когда король приходит раз в год просить у неё благословения, он целует её ноги. Она никогда не носит обуви, хотя иногда надевает красные чулки.
Верят, что Кумари обладает большой духовной силой, и один её взгляд может изменить судьбу к лучшему. Много людей ждут во дворе Кумари Човк, пока она не выглянет в окно, надеясь, что она на них взглянет. Даже если она выглядывает на несколько секунд, настроение людей, ждущих во дворе, изменяется, они наполняются радостью и надеждой.
К Кумари ходят также просители, которых она принимает, восседая на троне с золотыми львами. Многие посетители страдают болезнями крови или расстройством менструации и обращаются к ней, потому как считается, что Кумари обладает особой силой лечить эти болезни. Кумари посещают также чиновники и государственные деятели. Просители обычно приносят подарки, которые Кумари принимает в тишине. Потом она позволяет прикоснуться к своим стопам или поцеловать их (в виде посвящения). Во время аудиенций за Кумари пристально наблюдают. Вот пример интерпретаций её поведения:
- Когда она кричит или плачет — серьёзная болезнь или смерть;
- Когда она в слезах или потирает глаза — скорая смерть;
- Когда она дрожит — тюремное заключение;
- Когда она хлопает в ладоши — следует бояться Короля;
- Когда она подбирает остатки предложенной еды — денежные потери.

Если же Кумари остаётся спокойной и бесстрастной во время аудиенции, просители уходят в хорошем настроении: это означает, что их просьбы будут удовлетворены.
Служащие при Кумари (кумарими) во главе с читайдаром должны выполнять все её желания и наставлять её в выполнении ритуала. Трудность этой профессии в том, что они не имеют права давать ей прямые приказания, но должны при этом вести и направлять её. Они несут ответственность за её одежду, купания, украшения, организацию приёма посетителей и другие церемонии.
По традиции, Кумари не получает образования, потому что изначально почитается всезнающей. В последнее время для Кумари ввели персональные уроки с учителем, а после возвращения к светской жизни ей предлагается получить образование. Её учителя, однако, не имеют права требовать от неё что-либо, поэтому они пытаются заинтересовать её изучать предмет.
Её тщательно отобранные друзья по детским играм также должны её почитать. Так как все желания Кумари должны быть исполнены, они должны и во время игр подчиняться её желаниям.

## Судьба бывших Кумари
Кумари теряет божественное присутствие неожиданно (обычно при первой менструации, выпадении первого зуба, или болезни, связанной с потерей крови), и становится такой же, как и простые смертные. Как только будет выбрана новая Кумари, старая Кумари проходит через определённые ритуалы и слагает с себя божественный статус.
Бывшие Кумари получают от государства пенсию 6000 рупий в месяц (около 80 долларов США). Это вдвое выше официального прожиточного минимума и в четыре разa выше среднего дохода непальца. Иногда её продолжают называть Кумари, а не по её имени, данном от рождения. Конечно, Кумари испытывают огромные трудности, связанные с возвратом из мистического мира в обычный быт.
В народе считают, что тот, кто женится на Кумари, должен умереть через полгода от кровавого кашля. Однако большинство Кумари практически не имели проблем с поиском мужа: все бывшие Кумари, кроме самых последних, уже вышли замуж.
| Имя                | Город       | Дата пребывания в статусе Кумари | Семейное положение        |
| ------------------ | ----------- | -------------------------------- | ------------------------- |
| Хира Майя Шакья    | Воту        | 1922—1923                        | замужем, нет детей        |
| Чини Шова Шакья*   | Лаган       | 1923—1931                        | замужем, 2 дочери         |
| Чанлра Дэви Шакья* | Асончука    | 1931—1933                        | замужем, 2 дочери         |
| Дил Кумари Шакья   | Лаган       | 1933—1942                        | замужем, 3 сына,1 дочь    |
| Нани Шова Шакья    | Омбахал     | 1942—1949                        | замужем, 4 сына, 2 дочери |
| Кайо Майджу Шакья* | Квахити     | 1949—1955                        | замужем, 1 сын, 1 дочь    |
| Харша Лакшми Шакья | Нагхал      | 1955—1961                        | замужем, 2 сына           |
| Нани Майджу Шакья  | Нагхал      | 1961—1969                        | замужем, 1 сын, 2 дочери  |
| Сунина Шакья       | Омбахал     | 1969—1978                        | замужем, 1 сын, 1 дочь    |
| Анита Шакья        | Сикамобахал | 1978—1984                        | не замужем                |
| Рашмила Шакья      | Квахити     | 1984—1991                        | замужем                   |
| Амита Шакья        | Асанбахал   | 1991—2001                        | не замужем                |
| Преети Шакья       | Итумбахал   | 2001—2008                        | не замужем                |
| Матина Шакья       | Катманду    | 2008—2017                        | не замужем                |
| Тришна Шакья       | Катманду    | 2017—                            | не замужем                |

(* = умершие)

## Поездка Кумари в США
3 июля 2007 года кумари города Бхактапура Саджари Шакья утратила свой статус после поездки в США для презентации фильма «Живая Богиня» (Living Goddess) в Сильвердокском фестивале документальных фильмов телеканала Дискавери. Согласно традициям, Кумари не должна покидать Непал, поэтому поездка привела к осквернению её чистоты. Однако через несколько недель руководство храма заявило, что с неё не будет снят титул, потому что она готова пройти очистительные церемонии, снимающие осквернения, связанные с путешествием.

## Критика традиции
Традиция Кумари критикуется защитниками прав детей за то, что из-за неё у детей отбирают детство и эксплуатируют во имя культурных традиций, что запрещено подписанной Непалом Конвенцией о правах ребёнка. Девочки вынуждены расти отдельно от своей семьи и сверстников, сталкиваются с большим количеством ограничений, участвуют в длительных и утомительных церемониях. Необходимость возвращения к обычной жизни после нескольких лет в статусе «живой богини», их неподготовленность к жизни становятся для бывших Кумари психологически травмирующим опытом. Их взрослой жизни также мешают бытующие в обществе предрассудки.
После того, как в 2005 году Рашмила Шакья (единственная бывшая Кумари, получившая высшее образование) опубликовала автобиографическую книгу «Из богини в смертные: настоящая история бывшей королевской Кумари», правительство Непала ввело некоторые изменения. В частности, для Кумари было введено обязательное домашнее обучение, а после лишения статуса живой богини — образовательная стипендия в 3000 рупий (около 50 долларов) в месяц. Кроме того, бывшие Кумари могут рассчитывать на единовременный платёж в размере 50 000 рупий (около 830 долларов) для покрытия расходов на свадьбу.